# ڎ
Ḍul ou dha (ڎ) est une lettre additionnelle de l’alphabet arabe utilisée dans l’écriture du bourouchaski, en javanais écrit avec le pegon et en wolof écrit avec le wolofal.

## Utilisation
Dans l’alphabet arabe bourouchaski, le dāl trois point suscrits représente une consonne affriquée rétroflexe voisée [ɖʐ] ou une consonne fricative rétroflexe voisée [ʐ].
En javanais écrit avec le pegon, une adaptation de l’alphabet arabe, le dāl trois points suscrits (ou alternativement le dāl point souscrit ‹ ڊ › ou encore le dāl trois points souscrits ‹ ڎ ›), est utilisé pour représenter une consonne occlusive rétroflexe murmurée [ɖ̥].